# Гренсеватн
Гренсеватн (норв. Grensevatn) — озеро на границе Норвегии и России в долине реки Паз. Административно входит в Мурманскую область России и коммуну Сёр-Варангер Норвегии. Расположено на высоте 70,3 м над уровнем моря.
Озеро относится к бассейну Баренцева моря, связывается с ним рекой Паз. Питание озера в основном снеговое и дождевое. Рельеф берега в основном низменный, болотистый. На берегу выделяются мысы Гелсомио и Гренсенесет. Лесные массивы на берегах состоят в основном из берёзы и сосны. В озере множество островов, крупнейшие из которых Балгисхолмен, Коркеасаари и Айттасаари. В Гренсватн впадают реки Наутсийоки, Едевассэльва и Хетеоя. Гренсеватн по реке Паз вверх соединяется с озером Инари, а по реке вниз с Хевоскосским водохранилищем.
На озере расположен российский посёлок Раякоски. Норвежских населённых пунктов на озере нет.